# Mink Carpenter
Mink Carpenter es un personaje ficticio de la serie de televisión australiana Home and Away, interpretado por la actriz Matylda Buczko en el 2010, más tarde regresó a la serie el 4 de noviembre del 2011 y se fue a finales del 2011.

## Biografía
Mink llegó por primera vez a Summer Bay buscando a su hermano, Romeo Smith. 
Mink tiene un carácter batallador y causará algunos problemas a su llegada a Bay. No se sabe mucho acerca de su familia, pero con su llegada más sobre su pasado familiar será revelado. 
Gina no está de acuerdo con que su hijo Xavier Austin se lleve con ella, ya que no confía en Mink. Romeo le cuenta a Xavier que Mink acababa de salir de detención de menores, pero no le dice la razón por la que entró. 
Poco después Mink ve a Gina en el club de surf y la confronta pero Gina no dice nada, luego Mink va a su casa y le dice que la razón por la que cree que no le cae bien es porque Gina se ve a sí misma en ella, cuando Xavier se entera de lo sucedido se enfada y le reclama, entonces Mink lo sorprende revelándole que su madre los había abandonado y que la razón por la que ella estuvo en la cárcel fue por haber matado a su abusivo padrastro.
Después de su revelación, Romeo le dice a Xavier que su padrastro era un alcohólico violento y cobarde que golpeaba a su madre y una noche cuando estaba a punto de matarla Mink lo golpeo con un bate de cricket, también le dice que Mink le dijo a la policía que quería que se muriera y por eso terminó en detención. Poco después Mink revela que no mató a su padrastro para proteger a su madre sino para proteger a Romeo. 
Romeo se molesta con Mink por decirle la verdad a Xavier, pero este como buen amigo lo apoya, Romeo sintiéndose a gusto con Xavier le cuenta lo que sucedió en realidad esa noche, que su padrastro perdió su trabajo, llegó a la casa borracho y comenzó a atacarlo y lo siguiente que recuerda es que su padrastro estaba tirado en el suelo y Mink estaba encima de él con un palo de cricket, sin embargo el golpe que lo mató fue cuando este se golpeó con la esquina de la mesa del café al caer. 
Poco después Mink se mete a la habitación de Xavier y roba el dinero que Hugo le había dejado. Después de que Xavier se da cuenta de que el dinero desapareció, Romeo comienza a sospechar y pronto ambos se dan cuenta de que Mink lo tomó cuando la ven en la playa con un traje nuevo, cuando se acercan Mink les dice que reservó un convertible para que se divirtieran, sin embargo los chicos se molestan y Mink se desquita con Xavier, después de que Romeo le dijera que si seguía actuando de esa manera algún día nadie se le acercaría, luego Mink se compromete a devolver lo que tomó del dinero y va a disculparse con Xavier, pero este le dice que es una persona superficial, previsible y falsa, por lo que Mink lo golpea en el brazo y luego lo besa. 
Con el circuito de surf cerca Mink tenía la esperanza de conseguir algún patrocinador y que Romeo fuera su mánager. Sin embargo las cosas no fueron como lo esperaba ya que Romeo la rechazó y decidió quedarse en Summer Bay para estudiar. 
Poco después durante una plática entre Mink y Romeo se reveló que ella no había matado a su padre como le habían hecho creer a los demás. Mientras discutían acerca de la situación Xavier entró y escuchó todo, por lo que Mink pensó que le diría a todos. Ese día Romeo convenció a Xavier de que no dijera la verdad y le reveló qué la verdadera asesina de su padre había sido su madre y que él y Mink al ver que su madre no iba a poder aguantar la cárcel, Mink había decidido tomar la culpa por ella.
Mink al no poder soportar la idea de que Xavier se enterara de la verdad decide irse de Summer Bay dentro de unas semanas. Poco después durante una reunión con un patrocinador del circuito de surf Mink se sabotea, llegando tarde y tirándole el refresco encima por lo que Romeo queda furioso.
Antes de irse Mink trata de arreglar todos los problemas con su hermano y le cuenta que la razón por la cual cambió fue porqué estuvo a punto de morir en el centro juvenil, nunca tuvo ninguna visita y decidió que eso nunca más le iba a volver a suceder; por lo que Romeo quedó impactado por todo lo que su hermana había tenido que pasar al tratar de proteger a su madre.
A su regreso en el 2011 Romeo descubrió que Mink sufría de la enfermedad y que esto le impedía volver a surfear. Poco después Indi la descubre yéndose de la Bahía y aunque intenta hacer que se quede y hable con Romeo, Mink decide dejarle solo una nota e irse.